# .yu
.yu fou el domini de primer nivell territorial que es va assignar a Iugoslàvia i que es va utilitzar principalment a la República Federal de Iugoslàvia i el seu estat successor Sèrbia i Montenegro entre 1994 i 2010.
Després que Sèrbia i Montenegro van obtenir els dominis separats .rs i .me el 2007, va començar un període de transició, i el domini .yu es va esborrar definitivament el 30 de març de 2010.
.yu és el domini de primer nivell més utilitzat que s'ha esborrat mai.

## Història del domini
El ccTLD .yu es va assignar primerament a la República Federal Socialista de Iugoslàvia, durant el projecte del govern per al desenvolupament d'informació científico-tecnològica (SNTIJ). Els registradors oficials eren la Universitat de Maribor i l'Institut Jožef Stefan, que eren a Eslovènia.
Després de l'esclat de les guerres als Balcans, l'RFS de Iugoslàvia es va dissoldre, i es va formar la República Federal de Iugoslàvia, però estava subjecta a sancions internacionals. El registre del domini .yu havia quedat a Eslovènia, i el domini va entrar en conflicte quan els eslovens van refusar de cedir el domini a la Universitat de Belgrad, de Sèrbia, quan els el van demanar.
El 1994, la IANA va decretar finalment que el domini havia de passar a la RF de Iugoslàvia. Després d'aquesta decisió, el domini va passar a ser gestionat per l'associació YUNET, una organització amb seu a la Facultat d'Enginyeria Elèctrica de la Universitat de Belgrad.
La República Federal de Iugoslàvia va canviar de nom a Sèrbia i Montenegro el febrer de 2003. El codi YU es va substituir per CS el juliol de 2003 després del canvi de nom oficial, i es va reservar el domini .cs per a Sèrbia i Montenegro. No obstant, el .cs no es va arribar a utilitzar mai i el .yu va continuar, sent un dels pocs dominis de primer nivell que no corresponia a un codi ISO 3166-1 alfa-2 actual.
La unió entre Sèrbia i Montenegro es va dissoldre el juliol de 2006, i el setembre de 2006, ISO va proposar els codis RS per a Sèrbia i ME per a Montenegro. El 26 de setembre de 2006, l'agència de manteniment d'ISO 3166 va acordar el canvi de CS a RS. Els nous dominis .rs per a Sèrbia i .me per a Montenegro es van activar poc després.
El setembre de 2007, la ICANN va decidir que el domini .yu el gestionaria temporalment el Registre Nacional Serbi de Noms de Domini, els mateixos operadors del nou domini .rs. Va començar un període de transició de dos anys, i es va preveure l'extinció del domini el 30 de setembre de 2009. No obstant, el registre serbi va sol·licitar una pròrroga i la ICANN va decidir d'atorgar sis mesos més. Finalment, el registre serbi va declarar el final del domini .yu a les 12:00 CEST del 30 de març de 2010.

## Ús dels dominis .yu
Tots els dominis que penjaven directament de .yu estaven reservats només per a persones jurídiques. El nivell més alt estava reservat a institucions federals i oficials del govern, així com ISPs. L'Església Ortodoxa Sèrbia també podia utilitzar el domini .yu.
Els dominis de segon nivell per sota de .yu incloïen:
- Les organitzacions acadèmiques, com universitats, tenien assignat el domini acadèmic, .ac.yu. Per exemple, l'Escola d'Enginyeria Elèctrica (.etf) de la Universitat de Belgrad (.bg) tenia el domini etf.bg.ac.yu.
- Les institucions educatives, com escoles de primària i de secundària, utilitzaven el domini .edu.yu.
- Les organitzacions independents utilitzaven el domini .org.yu.
- Les empreses utilitzaven el domini .co.yu.
- El govern utilitzava el domini .gov.yu.

Els webs de Montenegro solien utilitzar el subdomini .cg.yu que es donava gratuïtament als clients d'un ISP montenegrí que havia registrat el domini, fent-ne una opció popular.